# سیارک ۶۲۱۱
سیارک ۶۲۱۱ (به انگلیسی: 6211 Tsubame، نامگذاری:1991DO) شش هزار و دویست و یازدهمین سیارک کشف شده‌است که در ۱۹ فوریه ۱۹۹۱ کشف شد.
قدر مطلق سیارک برابر ۱۲٫۷۰ است.